# 没食子酸月桂酯
没食子酸月桂酯（英語：Dodecyl gallate，也译为没食子酸十二酯）是一种有机化合物，是没食子酸与1-十二烷醇形成的酯，可作为食品添加剂（抗氧化剂），E编码E312。